# Isola dei Conigli
L'isola dei Conigli (ìsula dî Cunigghi in siciliano) è un'isola italiana appartenente all'arcipelago delle isole Pelagie, in Sicilia. L'isolotto, di 4,4 ettari, riserva naturale protetta, si trova all'interno di una baia eletta dagli utenti di Tripadvisor, nell'ambito dei Premi Travellers' Choice, la spiaggia più bella al mondo nel 2013 e la spiaggia più bella d'Europa nel 2014, 2015 e 2019.
L'isolotto dista molto poco dall'isola di Lampedusa, tant'è che di rado è stata anche unita a essa attraverso un estemporaneo istmo sabbioso della lunghezza di 30 metri. Si tratta di un evento raro (l'ultima volta nel 2008), dovuto all'incedere del moto ondoso e alla bassa marea, ma di norma è comunque possibile sostare in quella zona della baia senza mai immergersi del tutto in acqua, dato che la profondità varia dai 30 ai 150 cm.

## Nesonimo
Nella prima carta nautica rinvenuta, datata 1824 e redatta dal capitano Smith, l'area è denominata Rabit Island.
Si presume che tale nome facesse riferimento all'istmo che collega l'isolotto alla costa: rabit in arabo vuol dire infatti 'collegamento', 'che collega'. Molto verosimilmente nelle cartografie successive questo toponimo è stato riportato in maniera impropria con doppia /b/, e quindi tradotto in italiano dall'inglese (rabbit 'coniglio') anziché dall'arabo.
Secondo altri invece il nome deriverebbe da una colonia di conigli installatasi nell'isola in occasione di una delle ricorrenti formazioni dell'istmo sabbioso. La colonia si sarebbe poi estinta con la scomparsa del collegamento terrestre. In questo caso la trascrizione di Smith sarebbe stata soggetta a un errore tipografico, consistente nella stampa della parola rabbit 'coniglio' con una sola /b/. In seguito la traduzione in italiano avrebbe ripristinato il significato originario del toponimo.

## Territorio
L'isola è inclusa nella zona A dell'area marina protetta Isole Pelagie. È quindi vietata la navigazione (anche a vela, remi o pedali), le immersioni subacquee e la balneazione è consentita esclusivamente con accesso da terra. Ma tutta la baia dell'isola dei Conigli è parte della Riserva naturale orientata Isola di Lampedusa ed è quindi fortemente protetta. È possibile accedervi solo nelle ore diurne, dalle 08:30 alle 19:30, in modo da salvaguardare la nidificazione delle tartarughe marine (che di solito avviene di notte, appunto). Dal 1995 l'intera area è affidata alla gestione di Legambiente che ogni anno attiva i campi di volontariato per selezionare il personale che sorveglierà la spiaggia durante la stagione estiva.
L'isolotto è basso, con un'altezza massima di 26 metri, e completamente roccioso. La flora e la fauna sono molto simili a quelle della costa nord-africana; la spiaggia adiacente all'isolotto è una delle poche zone dove le tartarughe marine Caretta caretta depongono le uova. È inoltre un'importante stazione di sosta di uccelli migratori che vi fanno tappa in aprile e settembre e l'unica area (oltre che nelle regioni nordafricane prossime a Lampedusa) in cui vive una particolare specie di lucertola, lo Psammodromus algirus.
Poco prima di arrivare sulla spiaggia di fronte all'isola dei Conigli, proprio nel cuore della baia e quasi nascosta in un vallone, si incontra quella che fu la villa di Domenico Modugno a Lampedusa, della quale era follemente innamorato tanto da trascorrervi i suoi ultimi momenti di vita. Fu proprio lui che coniò il termine Piscina di Dio, riferendosi al mare cristallino che bagna questo luogo.